# Sophus Jacobsen

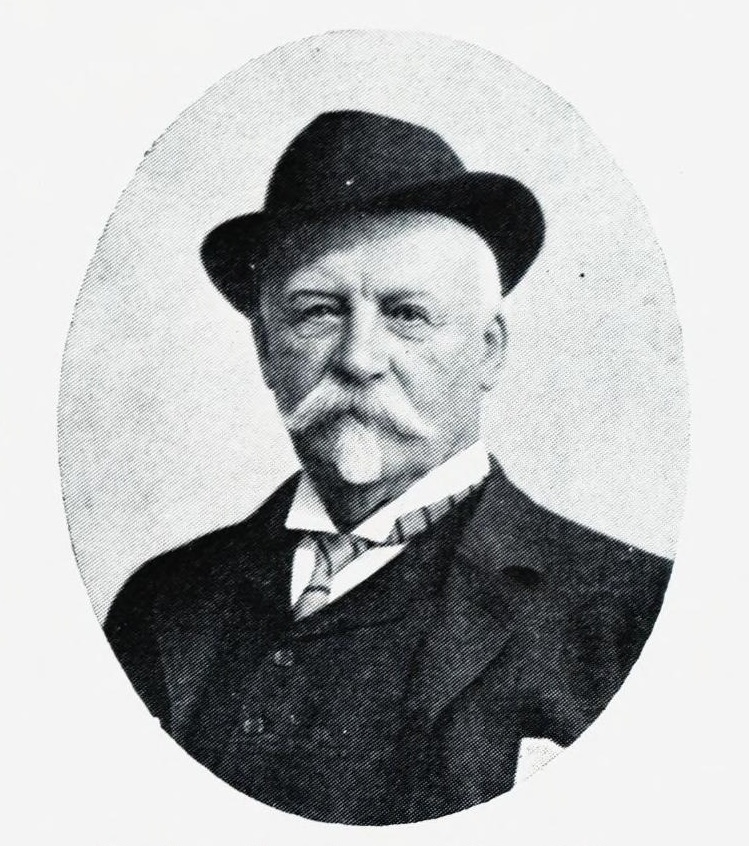
Sophus Jacobsen

Sophus Jacobsen (* 7. September 1833 in Fredrikshald; † 13. Mai 1912 in Düsseldorf) war ein norwegischer Landschaftsmaler der Düsseldorfer Schule.

## Leben

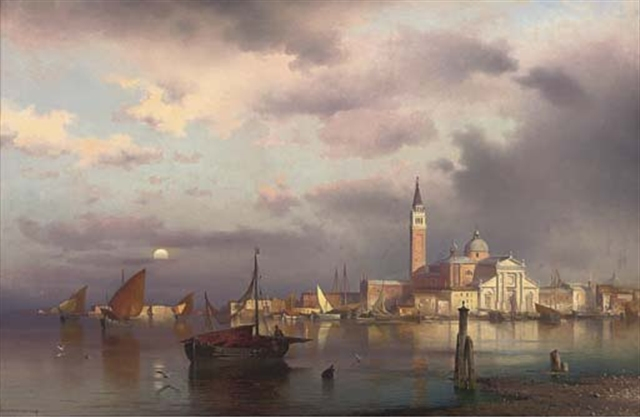
San Giorgio Maggiore, Venedig, nach 1865

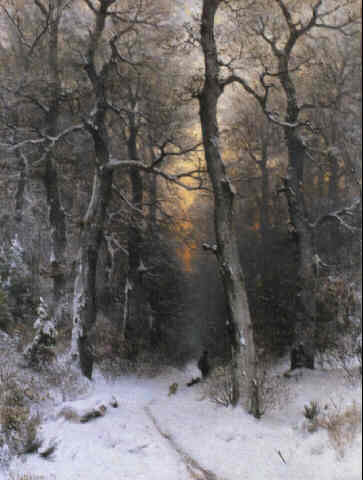
Sonnenuntergang im Wald, nach 1878

Jacobsen lebte seit 1853 in Düsseldorf, wo er bis 1856 Schüler von Hans Fredrik Gude an der Kunstakademie und 1856 bis 1912 Mitglied des Künstlervereins Malkasten war. 1859 bewohnte er das Haus Rosenstraße 19. Zu dieser Zeit waren die Maler Vincent Stoltenberg Lerche, August Bromeis, Karl Schlesinger und Alexei Petrowitsch Bogoljubow seine Mitbewohner. Wohnhaft in der Jägerhofstraße 30 wurde ab 1861 Ludvig Munthe sein Privatschüler und in der Gartenstraße 38 von 1874 bis 1875 der Norweger Ludvig Skramstad. Auch erteilte er der Prinzessin Maria Luise von Hohenzollern-Sigmaringen Malunterricht, als sie mit ihrer Familie in den 1850er und 1860er Jahren in Düsseldorf auf Schloss Jägerhof lebte.
Verschiedene Studienreisen führten ihn nach Norwegen und Italien sowie in verschiedene Gegenden Deutschlands.
Einige in Privatbesitz befindliche Werke waren im Mai 1881 in der ständigen Ausstellung der Kunsthalle Bremen zu besichtigen.
Einige Werke wurden in den letzten Jahren bei Christie’s und Sotheby’s versteigert und erzielten dabei Preise, die umgerechnet fünfstelligen Euro-Beträgen entsprechen: Sonnenuntergang im Wald 1994 bei Sotheby’s, Grande mit einem Blick auf Santa Maria Maggiore, Venedig am 30. Oktober 2002 bei Christie’s New York 31.070 USD, San Giorgio Maggiore, Venedig am 13. September 2006 bei Christie’s 12.000 GBP.